# Савршена вечера
Савршена вечера је српска ријалити-емисија коју емитује Нова од 19. септембра 2022. године. Темељи се на британској емисији Come Dine with Me, док је пре ње емитована емисија Дођи на вечеру по истом формату.

## Формат
Савршена вечера прати пет такмичара који живе у истом граду, а сваки од њих у свом дому организује вечеру за своје конкуренте. Такмичари оцењују вечере једни других и на крају онај који има највише поена односи победу и новчану награду од 500 евра.